# Brasile ai Giochi olimpici
Il Brasile ha partecipato la prima volta ai Giochi olimpici nel 1920, e ha mandato atleti per partecipare a tutti i Giochi olimpici estivi da allora, eccetto i Giochi del 1928. Il Brasile ha anche partecipato ai Giochi olimpici invernali dal 1992.
Gli atleti brasiliani hanno vinto in totale 170 medaglie, si sono distinti in particolare nella vela e nella pallavolo.
Il Comitato Olimpico Nazionale per il Brasile è il Comitato Olimpico Brasiliano, creato nel 1914 e riconosciuto dal Comitato Olimpico Internazionale nel 1935.

## Medaglieri

### Medaglie ai giochi estivi

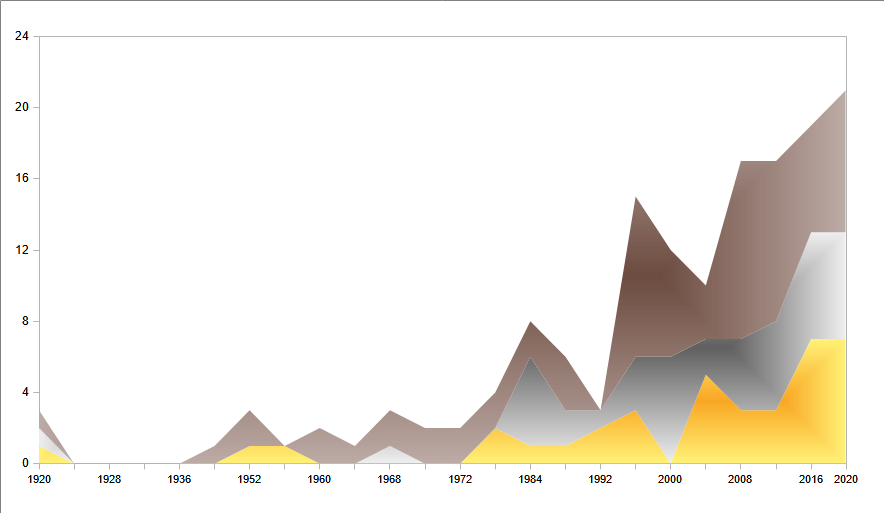
Medaglie vinte dal Brasile alle Olimpiadi 1920-2020

| Giochi                                  | Oro              | Argento          | Bronzo           | Totale           |
| --------------------------------------- | ---------------- | ---------------- | ---------------- | ---------------- |
| 1920 Anversa                            | 1                | 1                | 1                | 3                |
| 1924 Parigi                             | 0                | 0                | 0                | 0                |
| 1928 Amsterdam                          | non partecipante | non partecipante | non partecipante | non partecipante |
| 1932 Los Angeles                        | 0                | 0                | 0                | 0                |
| 1936 Berlino                            | 0                | 0                | 0                | 0                |
| 1948 Londra                             | 0                | 0                | 1                | 1                |
| 1952 Helsinki                           | 1                | 0                | 2                | 3                |
| 1956 Melbourne/Stoccolma                | 1                | 0                | 0                | 1                |
| 1960 Roma                               | 0                | 0                | 2                | 2                |
| 1964 Tokyo                              | 0                | 0                | 1                | 1                |
| 1968 Città del Messico                  | 0                | 1                | 2                | 3                |
| 1972 Monaco                             | 0                | 0                | 2                | 2                |
| 1976 Montreal                           | 0                | 0                | 2                | 2                |
| 1980 Mosca                              | 2                | 0                | 2                | 4                |
| 1984 Los Angeles                        | 1                | 5                | 2                | 8                |
| 1988 Seul                               | 1                | 2                | 3                | 6                |
| 1992 Barcellona                         | 2                | 1                | 0                | 3                |
| 1996 Atlanta                            | 3                | 3                | 9                | 15               |
| 2000 Sydney                             | 0                | 6                | 6                | 12               |
| 2004 Atene                              | 5                | 2                | 3                | 10               |
| 2008 Pechino                            | 3                | 4                | 10               | 17               |
| 2012 Londra                             | 3                | 5                | 9                | 17               |
| 2016 Rio de Janeiro (nazione ospitante) | 7                | 6                | 6                | 19               |
| Tokyo 2020                              | 7                | 6                | 8                | 21               |
| Parigi 2024                             | 3                | 7                | 10               | 20               |
| Totale                                  | 40               | 49               | 81               | 170              |

### Medaglie negli sport estivi

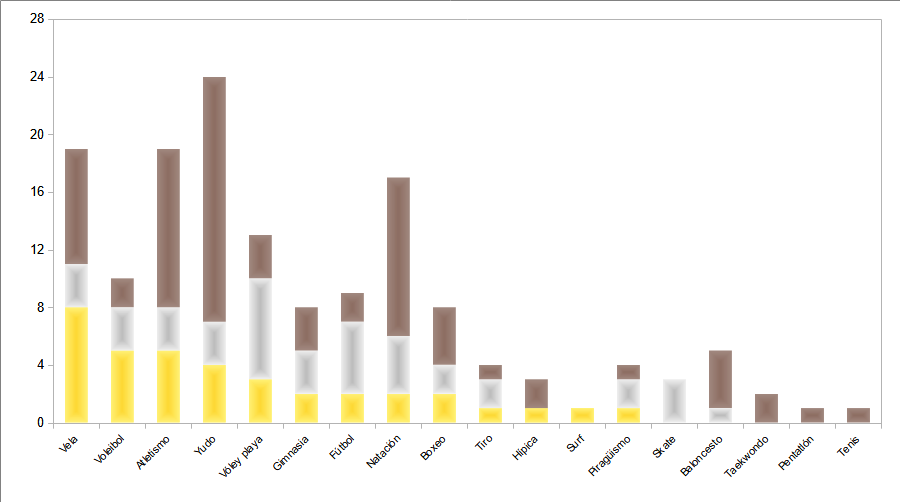
Total di medaglie negli sport 1900-2020

| Sport              | Oro | Argento | Bronzo | Totale |
| ------------------ | --- | ------- | ------ | ------ |
| Vela               | 8   | 3       | 8      | 19     |
| Judo               | 5   | 4       | 19     | 28     |
| Atletica           | 5   | 4       | 12     | 21     |
| Pallavolo          | 5   | 4       | 3      | 12     |
| Beach volley       | 4   | 7       | 3      | 14     |
| Ginnastica         | 3   | 5       | 2      | 10     |
| Calcio             | 2   | 6       | 2      | 10     |
| Nuoto              | 2   | 4       | 11     | 17     |
| Pugilato           | 2   | 2       | 5      | 9      |
| Canoa/kayak        | 1   | 3       | 1      | 5      |
| Tiro               | 1   | 2       | 1      | 4      |
| Surf               | 1   | 1       | 1      | 3      |
| Equitazione        | 1   | 0       | 2      | 3      |
| Skateboard         | 0   | 3       | 2      | 5      |
| Pallacanestro      | 0   | 1       | 4      | 5      |
| Taekwondo          | 0   | 0       | 3      | 3      |
| Pentathlon moderno | 0   | 0       | 1      | 1      |
| Tennis             | 0   | 0       | 1      | 1      |
| Totale             | 40  | 49      | 81     | 170    |

### Medaglie alle Olimpiadi invernali
| Giochi              | Oro | Argento | Bronzo | Totale |
| ------------------- | --- | ------- | ------ | ------ |
| 1992 Albertville    | 0   | 0       | 0      | 0      |
| 1994 Lillehammer    | 0   | 0       | 0      | 0      |
| 1998 Nagano         | 0   | 0       | 0      | 0      |
| 2002 Salt Lake City | 0   | 0       | 0      | 0      |
| 2006 Torino         | 0   | 0       | 0      | 0      |
| 2010 Vancouver      | 0   | 0       | 0      | 0      |
| 2014 Soči           | 0   | 0       | 0      | 0      |
| 2018 PyeongChang    | 0   | 0       | 0      | 0      |
| 2022 Pechino        | 0   | 0       | 0      | 0      |
| Totale              | 0   | 0       | 0      | 0      |